# Shōki Nagano
Shōki Nagano (japanisch 長野 星輝 Nagano Shōki; * 22. Mai 2002 in Kitakyūshū, Präfektur Fukuoka) ist ein japanischer Fußballspieler.

## Karriere
Shōki Nagano erlernte das Fußballspielen in der Schulmannschaft der Higashi Fukuoka High School. Seinen ersten Vertrag unterschrieb er am 1. Februar 2021 beim Fukushima United FC. Der Verein aus Fukushima, einer Großstadt in der gleichnamigen Präfektur Fukushima im Nordosten der Hauptinsel Honshū, spielte in der dritten japanischen Liga. Sein Profidebüt gab Shōki Nagano am 26. Mai 2021 (6. Spieltag) im Heimspiel gegen Iwate Grulla Morioka. Hier wurde er in der 90. Minute für Riku Hashimoto eingewechselt.